# Contea di Shenze
La contea di Shenze (深泽县S, Shēnzé XiànP) è una contea della Cina, situata nella provincia di Hebei e amministrata dalla prefettura di Shijiazhuang.